# Bill Dinwiddie
William E. "Bill" Dinwiddie, efter spelarkarriären Rashid K. Shabazz, född 15 juli 1943 i Muncie i Indiana, död 28 augusti 2023, var en amerikansk basketspelare. Han avslutade sin spelarkarriär i NBA 1972.
Dinwiddie skrev kontrakt som free agent med Cincinnati Royals den 23 september 1966. Boston Celtics fick Dinwiddie i utbyte mot Bob Cousy 1969. Det sista NBA-året spelade Dinwiddie för Milwaukee Bucks. Efter den aktiva spelarkarriären konverterade Dinwiddie till islam. Under det nya namnet Rashid Shabazz startade han restaurangen Rashid's Fish and Chips i Muncie.